# أزمة 6 فبراير 1934
كانت أزمة 6 فبراير 1934 مظاهرة شوارع مناهضة للنظام البرلماني في باريس نظمتها عدة اتحادات يمينية متطرفة أسفرت عن أعمال شغب في ساحة الكونكورد، بالقرب من مقر الجمعية الوطنية الفرنسية. أطلقت الشرطة النار على المتظاهرين وقتلت 15 منهم. كانت واحدة من الأزمات السياسية الكبرى التي شهدتها الجمهورية الثالثة (1870 – 1940). خشي اليسار الفرنسي من أن تكون هذه الأزمة محاولة لتنظيم انقلاب فاشي. وفقًا للمؤرخ جويل كولتون، فقد «توافقت الآراء بين الباحثين على أنه لم يكن هناك تخطيط منسق أو موحد للاستيلاء على السلطة وأن هذه الاتحادات افتقرت إلى التماسك أو الوحدة أو القيادة لتحقيق هذه الغاية».
نتيجة لأفعال ذلك اليوم، أُنشئت العديد من المنظمات المناهضة للفاشية، مثل هيئة يقظة المفكرين المناهضين للفاشية، في محاولة لإحباط صعود الفاشية في فرنسا. بعد الحرب العالمية الثانية، جادل العديد من المؤرخين، ومن بينهم سيرج بيرستين، بأنه على حين كانت بعض الاتحادات تحث بشكل مؤكد على تنظيم انقلابٍ، فإن فرانسوا دو لا روك ذهب في اتجاه ليبرالي، نحو احترام النظام الدستوري. وإن أضعف عدم التنسيق بين الاتحادات الفاشية فكرة المؤامرة الفاشية، إلا أنه يمكن اعتبار الأفعال الفاشية في 6 فبراير محاولة غير منسقة ولكن عنيفة للإطاحة بحكومة التكتل اليساري المنتخبة في عام 1932.
حل إدوار دلادييه، الذي كان رئيسًا لمجلس الوزراء في وقت سابق، محل كاميي شوتون في 27 يناير 1934 بسبب اتهامات طالته بالفساد (بما في ذلك قضية ستافيسكي). ومع ذلك، أُجبر دالادييه، الذي كان شخصية شعبية، على الاستقالة في 7 فبراير. حل محله المحافظ غاستون دومرغ رئيسًا للحكومة؛ كانت هذه المرة الأولى في عهد الجمهورية الثالثة التي تسقط فيها الحكومة بسبب ضغوطات مارسها الشارع.

## أزمة ثلاثينيات القرن العشرين وقضية ستافيسكي
تأثرت فرنسا في عام 1931، في وقت متأخر إلى حد ما عن البلدان الغربية الأخرى، بالكساد الكبير لعام 1929، الذي سببه انهيار وول ستريت عام 1929 («الثلاثاء الأسود»). أثرت الأزمة الاقتصادية والاجتماعية على الطبقات الوسطى بشكل خاص، وهم المؤيدون التقليديون للجمهورية (لا سيما للحزب الراديكالي الاشتراكي). تلا ذلك عدم استقرار برلماني، مع تعاقب خمس حكومات بين مايو 1932 ويناير 1934، مما أجج الحركة المناهضة للنظام البرلماني.
استفادت الأخيرة أيضًا من سلسلة الفضائح السياسية والمالية، مثل قضية مارثي هاناو (كانت قد استخدمت داعميها السياسيين لاستدرار مدخرات البرجوازيين الصغار من خلال صحيفتها لا غازيت دو فرنك)؛ وقضية أوستريك (تسببت جريمة إفلاس المصرفي ألبرت أوستريك بسقوط حكومة أندريه تارديو في عام 1930 لتورط وزير العدل فيها)؛ وأخيرًا، قضية ستافيسكي، السبب المباشر لمظاهرات 6 فبراير 1934.
انفجرت هذه الفضيحة الجديدة، التي تورط فيها بنك الائتمان المحلي التابع لمدينة بايون، في ديسمبر 1933. كان المختلس ألكسندر ستافيسكي، المعروف باسم («ساشا الوسيم»)، مرتبطًا بالعديد من النواب الراديكاليين، أحدهم وزير في حكومة كاميل شوتومب. كشفت الصحافة لاحقًا أن ستافيسكي تمكن من تأجيل محاكمته لمدة 19 شهرًا لأن المدعي العام كان نسيب شوتومب. في 8 يناير 1934، عُثر على ألكسندر ستافيسكي ميتًا. وبحسب محضر الشرطة، فقد توفي منتحرًا، وهو استنتاج أثار الشكوك العامة. وفقًا لجناح اليمين، فقد أمر شوتومب باغتياله لمنعه من الكشف عن أي أسرار. بدأت الصحافة بعد ذلك حملة سياسية ضد الفساد الحكومي المزعوم، في حين تظاهر اليمين المتطرف. في نهاية الشهر، بعد الكشف عن فضيحة أخرى، استقال شوتومب. خلَفه إدوار دالادييه، زعيم آخر للحزب الراديكالي الاشتراكي، في 27 يناير 1934.
منذ 9 يناير، خرجت 13 مظاهرة في باريس. في حين كان اليمين البرلماني يحاول استخدام القضية ليحل محل الأغلبية اليسارية المنتخبة في انتخابات عام 1932، فقد استفاد اليمين المتطرف من محاوره التقليدية: معاداة السامية، وكره الأجانب (كان ستافيسكي أوكراني يهودي الأصل)، والعداء تجاه الماسونية (كان كاميل شوتومب من كبار الشخصيات الماسونية)، ومناهضة النظام البرلماني. أكد المؤرخ سيرج بيرستين أن قضية ستافيسكي كانت استثنائية لكن ليس من ناحية جديتها ولا في الشخصيات التي قُدمت للمحاكمة، بل في تصميم الجناح اليميني على استغلال الفرصة لجعل الحكومة اليسارية تقدم استقالتها. لهذا الهدف، كان بالإمكان الاستفادة من حقيقة أن الراديكاليين الاشتراكيين لا يملكون غالبية مطلقة في الجمعية الوطنية، وبالتالي كانت الحكومة ضعيفة ويمكن تشكيل ائتلاف بديل من قِبل أحزاب اليمين.
ومع ذلك، فقد كانت إقالة مفوض الشرطة جان شياب هي التي أثارت في النهاية المظاهرات الحاشدة في 6 فبراير. اتُهم شياب، وهو مناهض قوي للشيوعية، بازدواجية المعايير، والتساهل مع اضطراب الشارع الذي حرضه اليمين المتطرف (مظاهرات وأعمال شغب واعتداءات ضد عدة طلاب يساريين في الحي اللاتيني من قِبل منظمة كاميلوت الملك (باعة الملك الجوالون) المناصرة للملكية، وهي المنظمة الشبابية للحركة الفرنسية). وفقًا للجناح اليساري، فإن إقالة شياب كانت بسبب تورطه في قضية ستافيسكي في حين استنكر الجناح اليميني نتيجة المفاوضات مع الراديكاليين الاشتراكيين: من الممكن أن يكون رحيل شياب مقابلًا لدعم حكومة دالادييه الجديدة.